# Megumu Sagisawa
Megumu Sagisawa (jap. 鷺沢 萠, Sagisawa Megumu, eigentlich: Megumi Matsuo (松尾 めぐみ); * 8. Juni 1968 in Setagaya, Tokio; † 11. April 2004) war eine japanische Schriftstellerin.

## Leben
Sagisawa begann 1987 ein Studium der russischen Literatur an der Sophia-Universität, das sie jedoch nicht abschloss. Bereits mit ihrem Erstlingswerk Kawaberi no michi („Der Pfad am Fluss“, 1987) erhielt sie den Preis für junge Autoren der Literaturzeitschrift Bungakukai. Ihr nächster Roman Kaerenu hitobito („Die niemals umkehren können“, 1989) wurde für den Akutagawa-Preis nominiert. Mit Romanen wie Shōnentachi no owaranai yoru (1989), Stylish Kids (1990), Hazakura no hi (1990), Kakeru shōnen (1992, Izumi-Kyōka-Literaturpreis); Daitōryō no Kurisumasu tsurii (1994), F-Rakudaisei (1996) und Bye-Bye (1997) etablierte sich Sagisawa als Porträtistin einer entwurzelten Jugend, die der sogenannten Freeter-Literatur zugerechnet wurde. In den 1990er Jahren erschienen die Essaybände Machi e deyō, kisu o shiyō (1991) und Kenari mo hana, sakura mo hana (1994). 2004 setzte Sagisawa fünfunddreißigjährig ihrem Leben ein Ende.